# Néapolis
Néapolis ist das elfte Studioalbum der schottischen Rockband Simple Minds, das im März 1998 vom Plattenlabel Chrysalis Records veröffentlicht wurde.

## Hintergrund
Nachdem sie aus ihrem Vertrag mit Virgin Records entlassen worden waren, beschlossen Simple Minds, sich musikalisch noch einmal neu zu erfinden. Seit 1991 hatten Jim Kerr und Charlie Burchill als Duo mit Sessionmusikern gearbeitet, doch in der Folge kamen sie auf reiner Probenbasis mit der ursprünglichen Rhythmusgruppe der Band, Derek Forbes und Brian McGee (die nach elf- bzw. vierzehnjähriger Abwesenheit zurückkehrten) wieder zusammen. McGee war über die Probenphase hinaus nicht mehr an dem Projekt beteiligt, aber Forbes kam im Juli 1996 offiziell als Bassgitarrist zu Simple Minds zurück. Um das Album aufzunehmen, taten sich Simple Minds auch wieder mit dem Produzenten Peter Walsh zusammen, der für ihr gefeiertes Album New Gold Dream (81–82–83–84) von 1982 verantwortlich war. Die daraus resultierenden Songs (komplett von Kerr und Burchill geschrieben) waren eine Abkehr von den neueren Stadionrock- und Funk-Ansätzen der Band und eine Rückkehr zu ihren elektronischen Pop-Tagen der frühen 80er Jahre (inspiriert von europäischem Experimentalpop wie Kraftwerk und David Bowie aus der Hansa-Zeit) sowie eine Einbeziehung zeitgenössischer Dance-Musik-Einflüsse. Während der zurückgeholte Forbes alle Bassspuren spielte, wurden die Drums entweder von den Session-Musikern Michael Niggs und Jim McDermott übernommen oder durch programmierte Loops von Hamilton Lee von Transglobal Underground ersetzt. Anfang 1997 holte die Band ihren ehemaligen Schlagzeuger Mel Gaynor für eine Studiosession, was dazu führte, dass er bei einem Track, War Babies das Schlagzeug spielte. In einem Interview mit Q im März 1998 kommentierte Kerr, dass Néapolis „nicht als eine Art spiritueller Nachfolger [von New Gold Dream] geschaffen wurde, aber ich nehme an, dass eine gewisse thematische Ähnlichkeit unvermeidlich war, als wir wieder mit den Leuten zusammenkamen, mit denen wir am besten zusammenarbeiten.“

## Titelliste
Alle Titel wurden von Jim Kerr und Charlie Burchill geschrieben.
| No.          | Titel                | Länge |
| ------------ | -------------------- | ----- |
| 1.           | Song for the Tribes  | 5:37  |
| 2.           | Glitterball          | 4:55  |
| 3.           | War Babies           | 5:03  |
| 4.           | Tears of a Guy       | 4:48  |
| 5.           | Superman v Supersoul | 4:47  |
| 6.           | Lightning            | 5:35  |
| 7.           | If I Had Wings       | 4:43  |
| 8.           | Killing Andy Warhol  | 5:16  |
| 9.           | Androgyny            | 5:07  |
| Gesamtlänge: | Gesamtlänge:         | 45:51 |

| No. | Titel                                           | Autoren                                                | Länge |
| --- | ----------------------------------------------- | ------------------------------------------------------ | ----- |
| 10. | Don’t You (Forget About Me) (Jam & Spoon Remix) | Keith Forsey, Steve Schiff                             | 7:56  |
| 11. | Waterfront (Union Jack Remix)                   | Kerr, Burchill, Mick MacNeil, Derek Forbes, Mel Gaynor | 7:24  |

## Rezeption
Das Album erhielt gemischte Kritiken. Jim Alexander vom NME verriss das Werk und bezeichnete es als „immer noch dieselbe windgepeitschte Rock-Gehabe, nur in etwas schillerndere Gewänder gehüllt.“ In einer positiveren Kritik für AllMusic schrieb Paul Fucito: „Es ist schön zu wissen, dass in den 1990er Jahren eine klassische New-Wave-Band nicht vergessen hat, worum es geht.“

## Chartplatzierungen
| ChartsChartplatzierungen     | Höchstplatzierung | Wochen |
| ---------------------------- | ----------------- | ------ |
| Deutschland (GfK)            | 9 (8 Wo.)         | 8      |
| Österreich (Ö3)              | 15 (8 Wo.)        | 8      |
| Schweiz (IFPI)               | 7 (8 Wo.)         | 8      |
| Vereinigtes Königreich (OCC) | 19 (3 Wo.)        | 3      |